# Club Deportivo Universidad Católica
El Club Deportivo Universidad Católica és una entitat esportiva xilè, destacat en futbol, de la ciutat de Santiago de Xile.

## Història
El club nasqué com una de les diverses branques esportives de la Pontificia Universidad Católica de Chile, fundat oficialment el 1937, ja des de 1910 alumnes de la universitat hi practicaven el futbol, sovint enfrontant-se amb altres universitats com la Universidad de Chile.
La idea de formar un club professional de futbol es formalitzà el 21 d'abril de 1937. Debutà a la segona divisió contra la Universidad de Chile. La rivalitat entre ambdós clubs ha esdevingut un clàssic que és conegut com el clàssic de les universitats.
Fins al 2018 el club ha guanyat 13 campionats nacionals com a títols més destacats. Internacionalment ha guanyat una copa Interamericana i ha arribat a una final de la Copa Libertadores de América, perdent contra l'equip brasiler del São Paulo i ha guanyat un bicampeonat en 2016.

## Palmarès

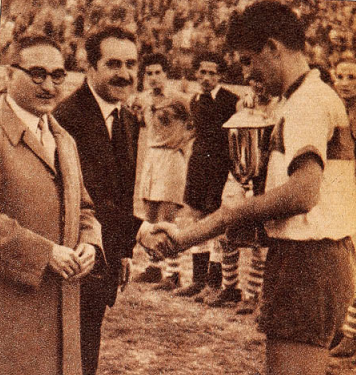
Trofeo Internacional de Pascua 1950
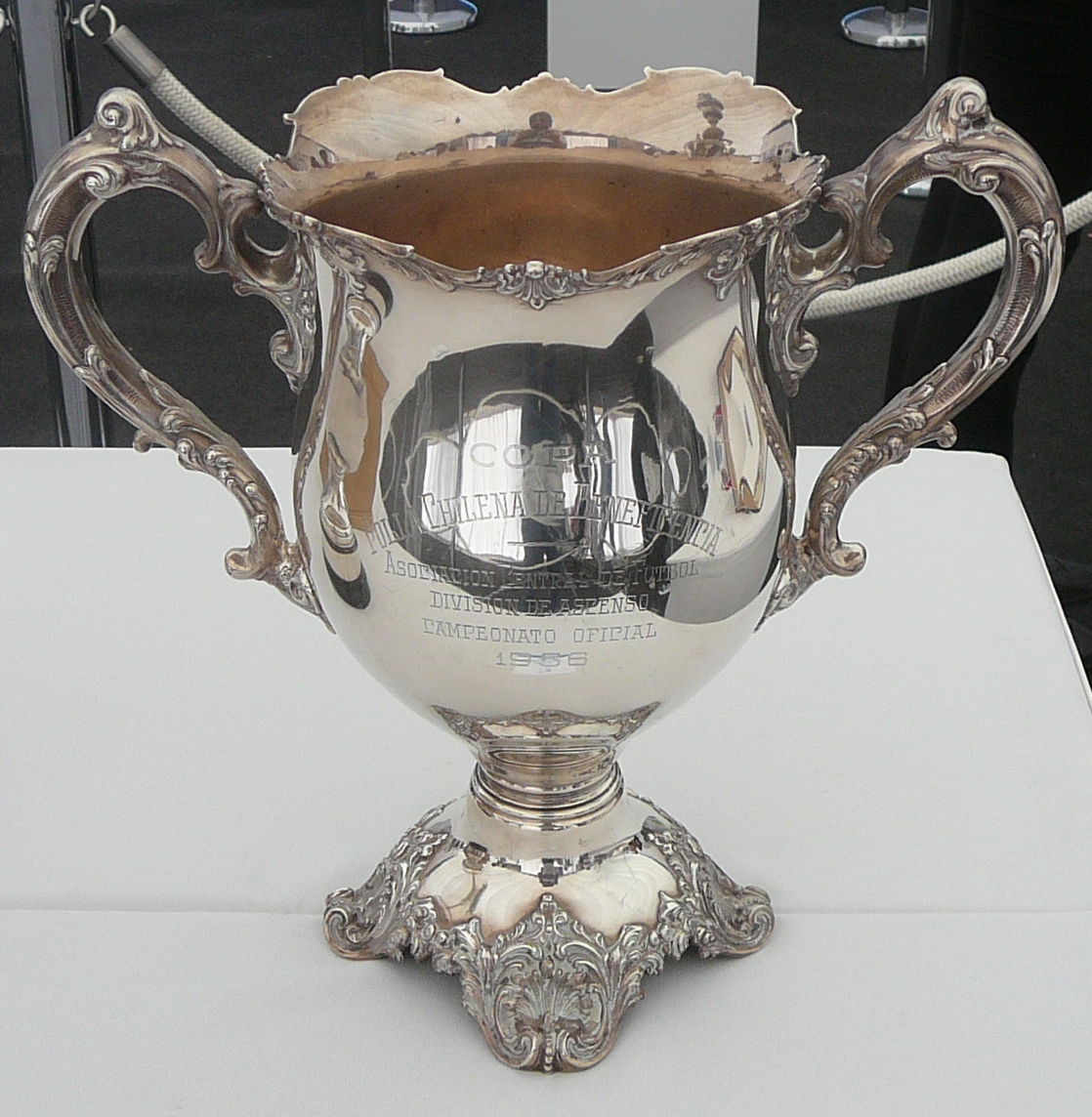
Lliga xilena B 1956
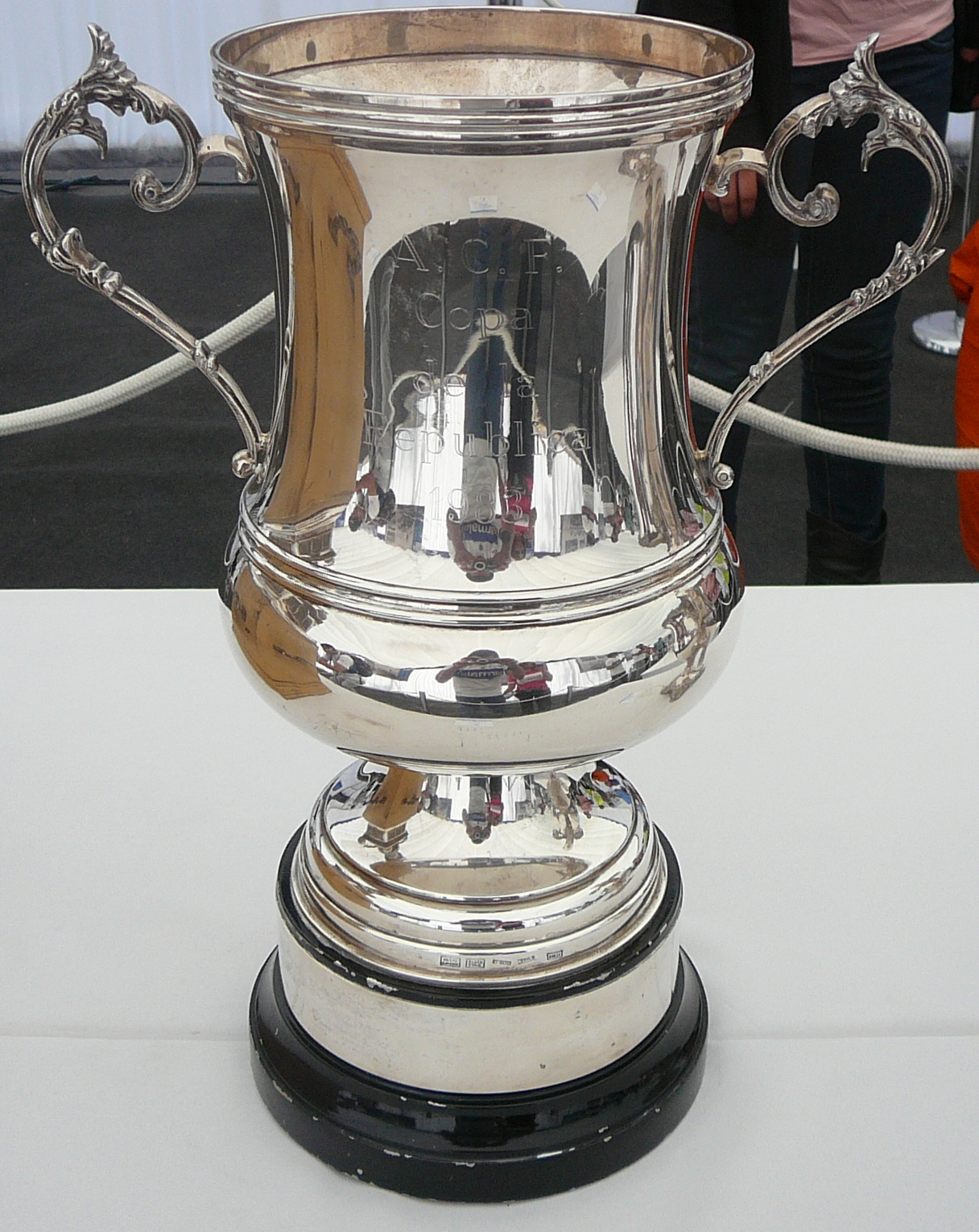
Copa República 1983
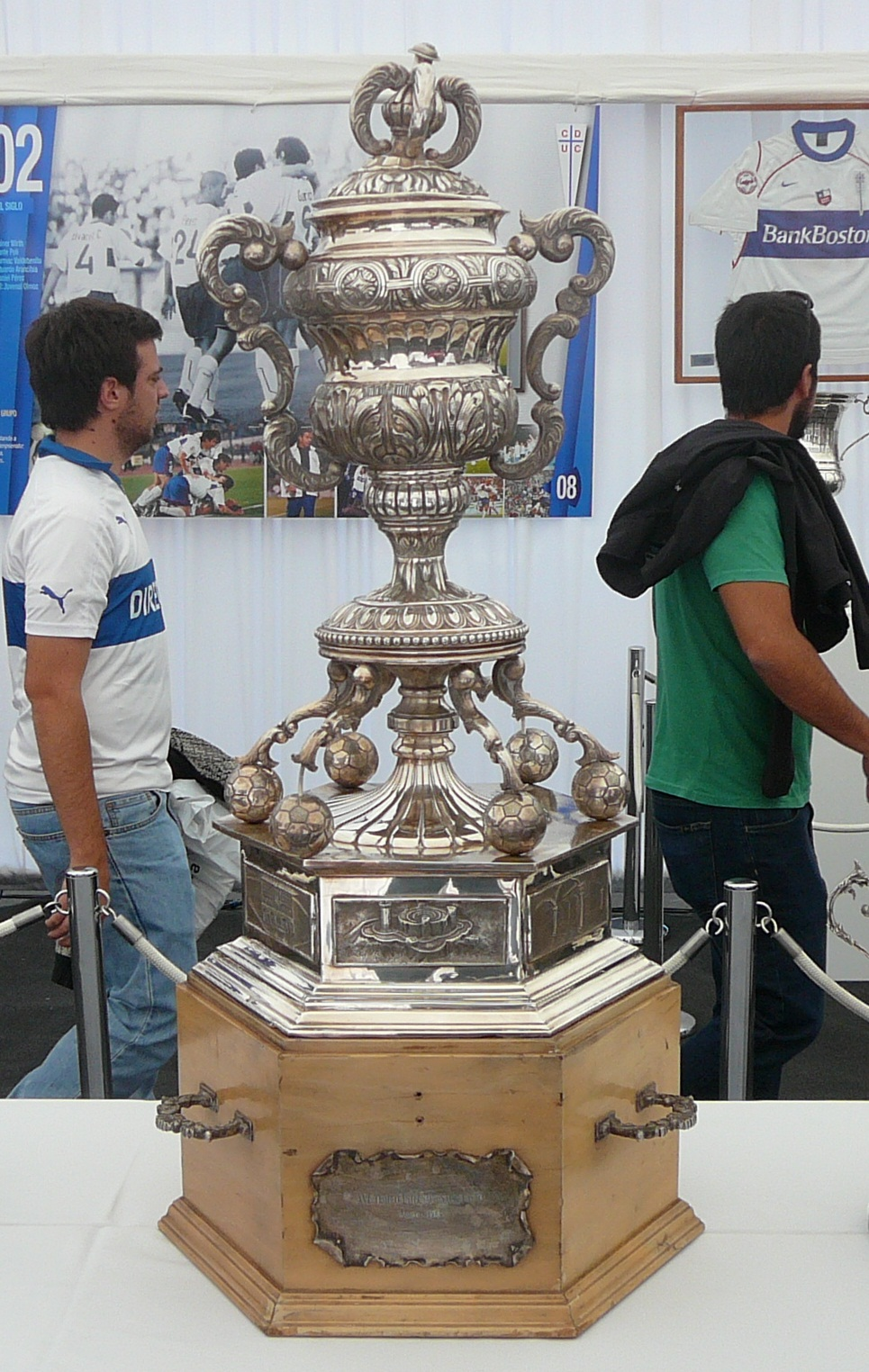
Trofeu Ciutat de Palma de Futbol 1984
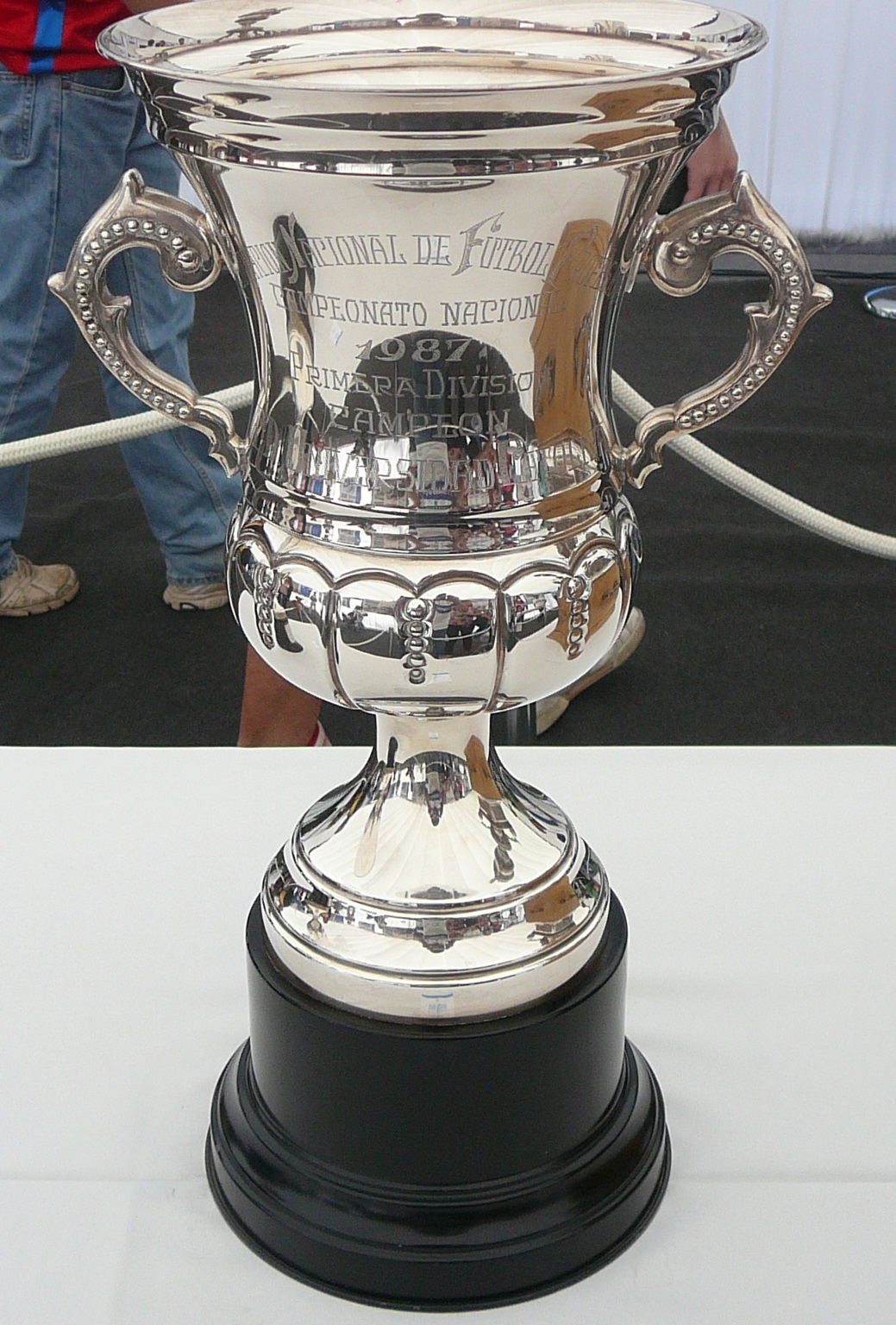
Lliga xilena 1987
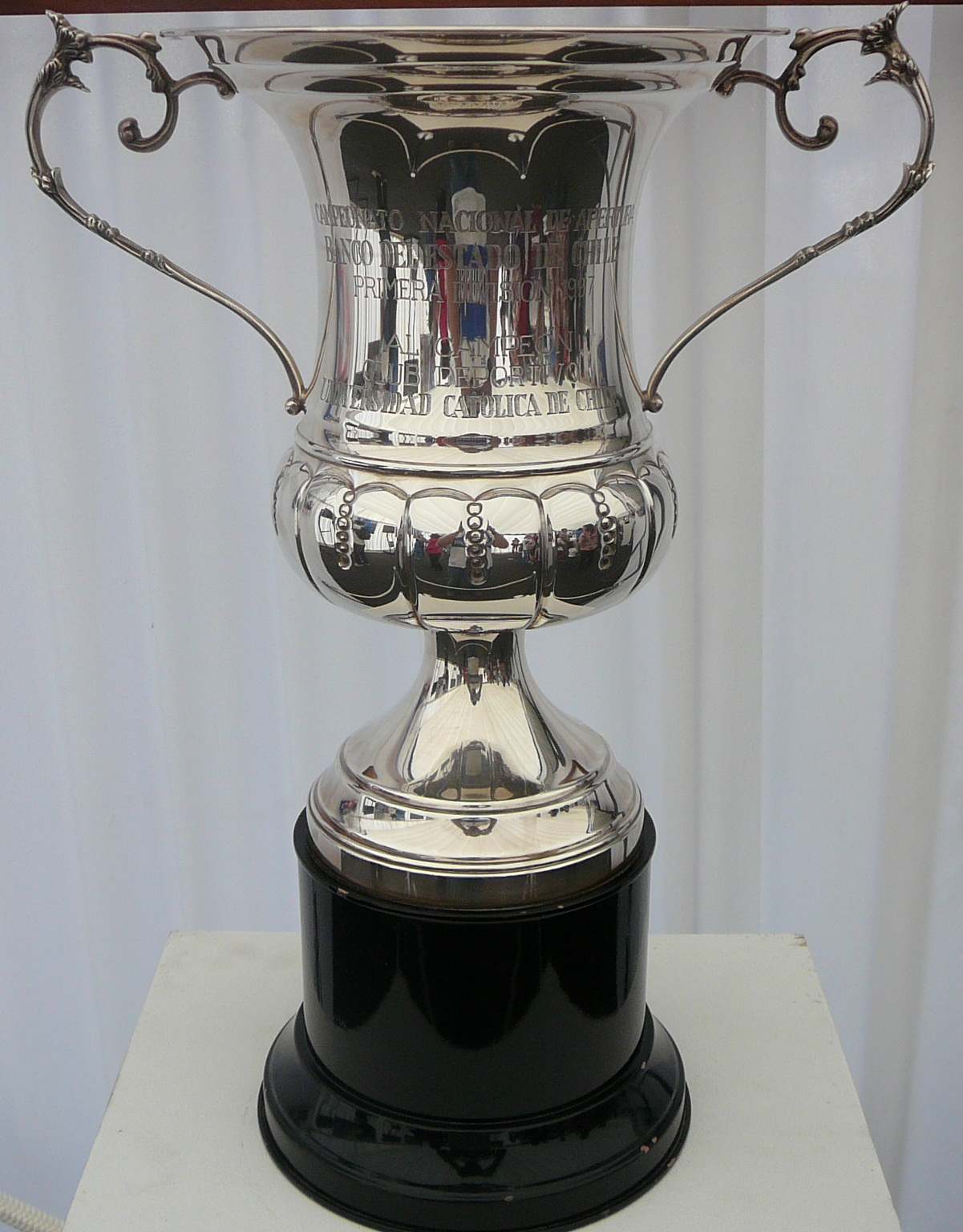
Lliga xilena 1997 (Apertura)
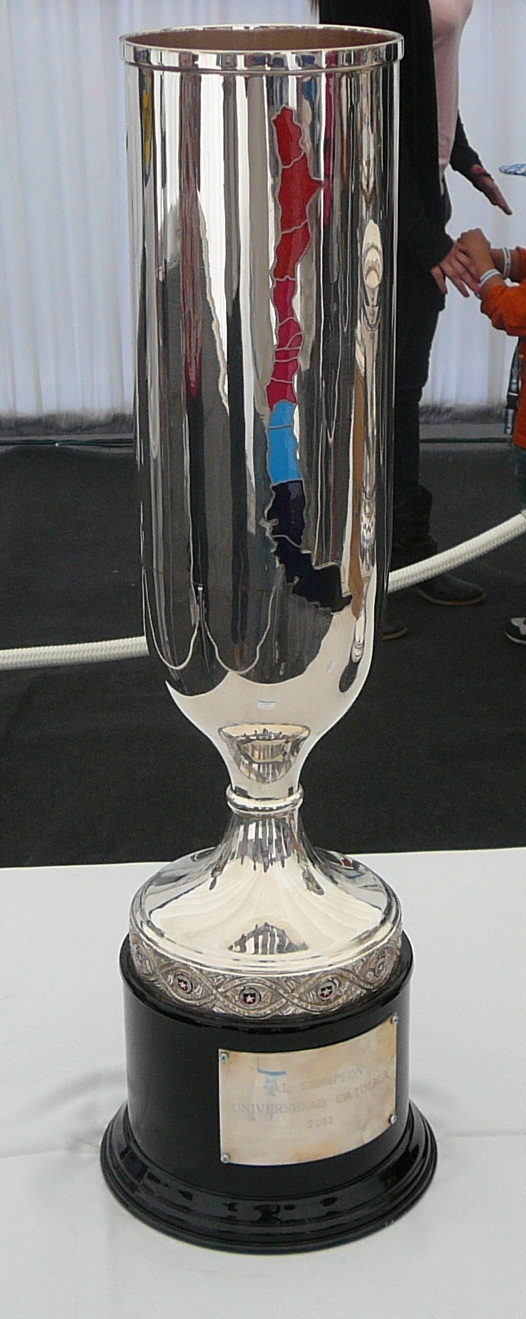
Copa xilena de futbol 2011
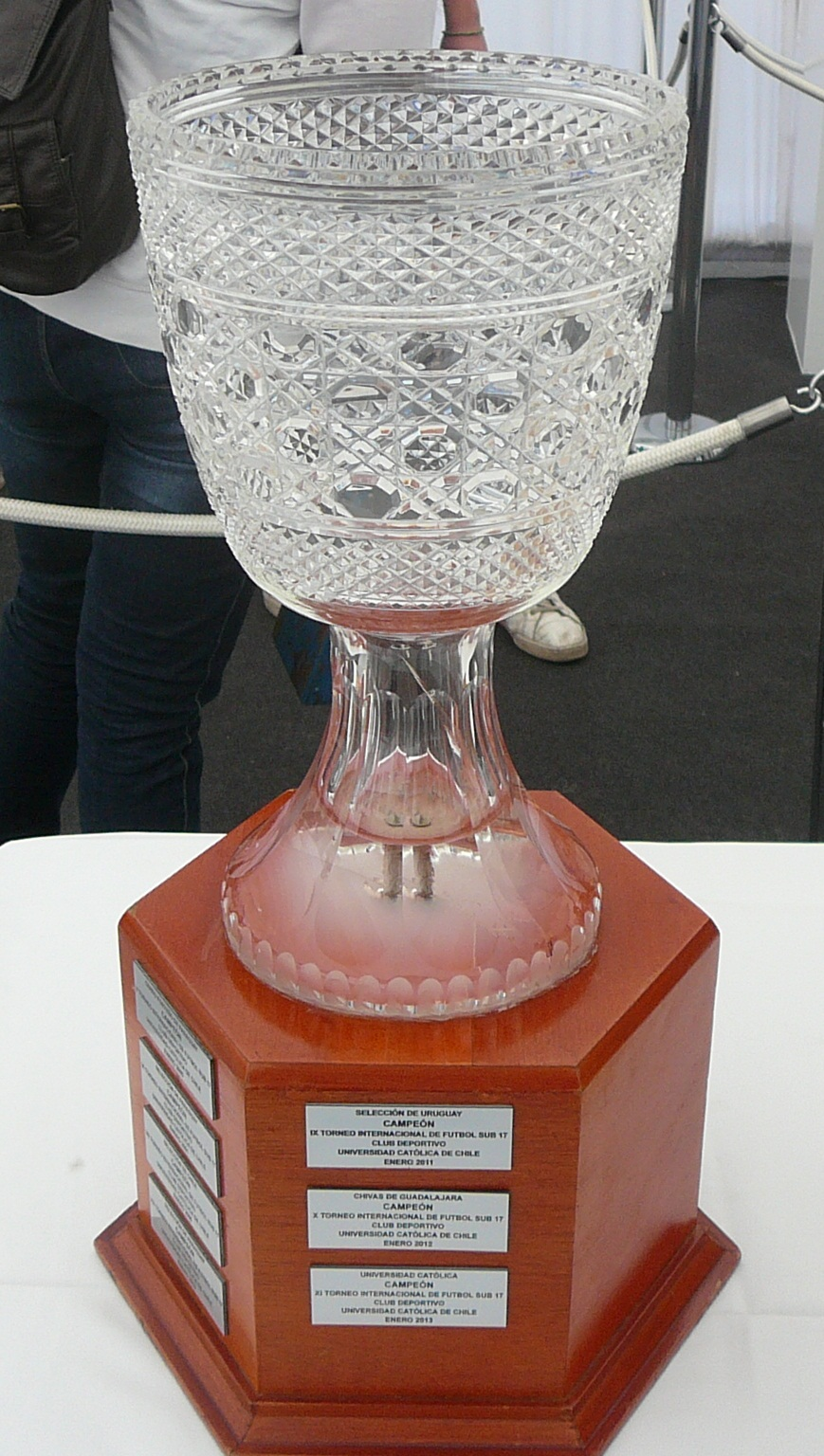
Copa UC Sub-17
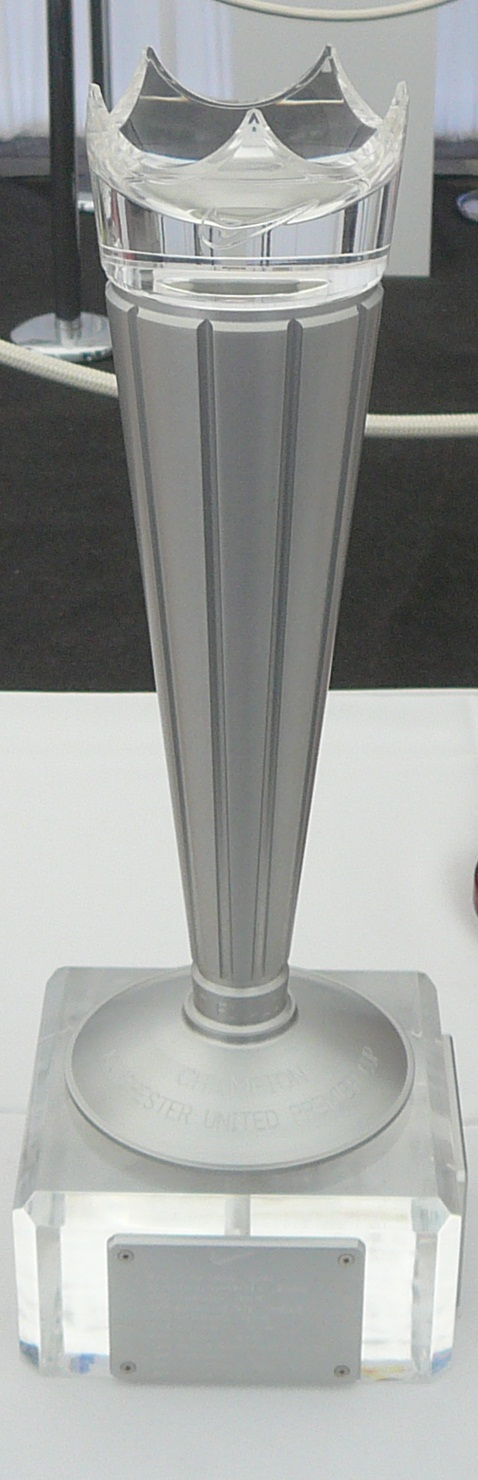
Manchester United Premier Cup Sub-15 2012

## Títols

### Torneigs internacionals
- 1 Copa Interamericana: 1994

### Torneigs internacionals no oficials
- 1 Torneig internacional de Pasqua: 1950

### Torneigs nacionals
- 16 Lliga xilena de futbol: 1949, 1954, 1961, 1966, 1984, 1987, 1997 (Apertura), 2002 (Apertura), 2005 (Clausura), 2010, 2016 (Clausura), 2016 (Apertura), 2018, 2019, 2020, 2021
- 4 Copa xilena de futbol: 1983, 1991, 1995, 2011
- 3 Supercopa xilena de futbol: 2016, 2019, 2020
- 1 Copa de la República: 1983
- 2 Lliga xilena de segona divisió: 1956, 1975
- 8 Lliguilla Pre-Libertadores: 1985, 1989, 1991, 1992, 1994, 1995, 1996, 1998
- 3 Lliguilla Pre-Sudamericana: 2003, 2015 (I), 2015 (II)

## Seccions
A més del futbol, el Club Deportivo Universidad Católica té altres seccions. Aquestes són:
- Aeromodelisme
- Atletisme
- Basquetbol
- Equitació
- Gimnàstica artística
- Hoquei herba
- Hoquei patins
- Natació
- Rugbi
- Esquí
- Tennis
- Triatló
- Voleibol

## Jugadors destacats
| - Alberto Acosta - David Bisconti - José María Buljubasich - Darío Conca - Néstor Raúl Gorosito - Facundo Imboden - Pablo Lenci - Sergio Fabián Vázquez - José Manuel Moreno - Néstor Isella - Jorge Quinteros - Ricardo Lunari - Cristian Álvarez - Jorge Aravena - Marco Antonio Cornez - Sergio Livingstone - Mario Lepe - Alberto Foullioux | - Mark González - Juvenal Olmos - Sebastián Rozental - Jorge Acuña - Sergio Livingstone - Javier Margas - Milovan Mirosevic - Gustavo Moscoso - Eduardo Rubio - Ignacio Prieto - Fernando Riera - Nelson Tapia - Patricio Toledo - Raimundo Tupper - Osvaldo Hurtado - José Guillermo del Solar - José Saturnino Cardozo - Jorge Campos |